# Hammarby IF Handboll Dam
Hammarby IF HF Dam är Stockholmsföreningen Hammarby IF:s damlag i handboll. Säsongen 2025/2026 kommer Hammarby att spela i Division 1 Norra, efter att ha vunnit serien i Division 2 säsongen 2023/2024 och efter ett misslyckat kval 2024/2025 upp till damallsvenskan säsongen.

## Historia
Hammarby IF HF Dam har alltid ingått i Hammarby IF HF, och första laget skapades under 1970-talet. Hösten 1981 drog sig laget ur seriespelet på grund av brist på tränare.
Den 16 september 2007 spelade laget sin första match i Elitserien. Inför 623 åskådare i Eriksdalshallen vann man med 36-20 mot Skånela IF. I sista matchen av säsongen 2007/2008 behövde man vinna för att få kvala tillbaka, men förlorade med 27-28 mot Skånela IF i Vikingahallen i Märsta. Därmed blev Hammarby nedflyttade igen. Klubben begärde senare ner laget till division 4. De flesta av spelarna, tränare och ledarna gick då över till Spårvägens HF.
Säsongen 2022/2023 vann laget serien i Division 3, och blev därmed uppflyttade till Division 2. Man kvalificerade sig också för gruppspel i Svenska cupen 2023/2024.
Säsongen 2023/2024 vann Hammarby Division 2. Säsongen därpå spelades alltså i division 1 och "Bajen" var även nära att ta sig upp igen till, den näst högsta divisionen, Allsvenskan efter en kvalserie mot Karlskrona som de förlorade. Därmed spelar Hammarbys handbollsdamer i Division 1 Norra säsongen 2025/2026.